# Erma Bossi

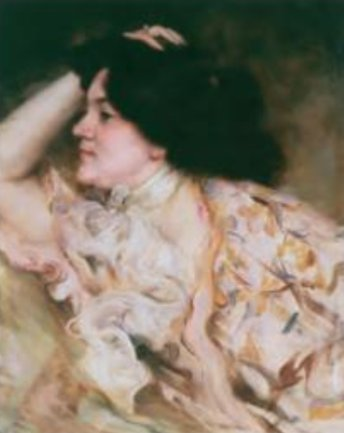
Retrato de Erma Bossi de Carlo Wostry (1902)

Erma Bossi, de soltera Erminia Bosich, (nacida el 9 de junio de 1875 en Pola (Istria), Austria-Hungría, hoy Croacia; † el 14 de abril de 1952 en Cesano Boscone en la provincia de Milán  ) fue una pintora que inició su carrera en Múnich a principios del siglo XX. Su obra quedó diezmada en gran medida por las dos guerras mundiales y las persecuciones de los nacionalsocialistas. En 2013, se dedicó una exposición individual a la obra, casi inexplorada, de la artista en el Schloßmuseum de Murnau.  Hasta ese momento apenas se conocían dos docenas de obras de Bossi, por lo que durante mucho tiempo se subestimó su importancia en el desarrollo general del arte moderno. Hoy tenemos una mejor visión de su obra después de que se hayan reunido originales no descubiertos e imágenes fotográficas desconocidas de sus obras perdidas.  

## Vida y obra

### Inicios artísticos
Gracias a investigaciones en Trieste, el antiguo puerto austriaco en el Mediterráneo, se han encontrado importantes datos sobre la biografía de Bossi.  Según estos, completó con éxito sus estudios en la escuela secundaria femenina municipal de Trieste, que preparaba a sus alumnos para la carrera docente.  En 1889, la prensa local mencionó por primera vez el nombre de Erminia Bosich en relación con las atractivas artesanías que su escuela presentó al público en una exposición. Al año siguiente, los dibujos de Bosich fueron elogiados. En 1892 incluso se les concedió la calificación de “espléndidos”. 
Su primera exposición individual tuvo lugar en Trieste en 1897. Hacia 1900 se italianizó el nombre a Erma Bossi. En 1912 se informó así sobre sus inicios artísticos: “La artista ha desarrollado un talento rico y flexible a pesar de muchas dificultades.” La prensa de la época la animó a “continuar sus estudios de arte, por los que muestra una inclinación superior a la media”. A finales de año, Bossi fue aceptada como miembro del “Círculo de Artistas de Trieste”.  A esta asociación también perteneció Carlo Wostry, que pintó un retrato de Bossi en 1902, al que otorgó una notable dedicatoria: “La honorable colega”. 

### Estudios en Múnich
"A mediados de 1904, Erma estaba en Múnich" y "según sus propias declaraciones, estudió con los profesores Anton Ažbe y Heinrich Knirr".  Su llegada a la capital bávara parece estar determinada con seguridad, ya que Ažbe murió al año siguiente.  Bossi conoció personalmente al pintor esloveno. Se cree que otras instituciones de estudio que Bossi frecuentó en Múnich incluyen a la academia de mujeres de la asociación de artistas, pero también la Escuela Phalanx de Wassily Kandinsky.  No se sabe cuándo Bossi llegó por primera vez a París para continuar su formación. Uno de sus cuadros sin fecha, que es una copia de la “Madonna con el conejo” de Tiziano del Louvre no lo puede atestiguar. 

### Miembro de la Asociación de Nuevos Artistas de Múnich
En los años anteriores ya existían contactos con los pintores que fundaron la Nueva Asociación de Artistas de Múnich (NKVM) como Kandinsky y Gabriele Münter. Alexej von Jawlensky dice en sus memorias: “En 1909 fundé con Kandinsky, Werefkin, Bossi, Erbslöh y el Dr. Fischer“  la NKVM. Bossi se alojó en 1908 en la misma casa de huéspedes en Murnau am Staffelsee, donde vivieron Kandinsky, Münter, Werefkin y Jawlensky.  Además, Adeline, la esposa de Erbslöh, testificó que conoció a Bossi antes de 1909.  El informe del cronista Otto Fischer es ciertamente dice al respecto: la NKVM “fue fundada en enero de 1909. [...] en el transcurso del mismo año se unieron a la asociación: Paul Baum, Vladimir von Bechtejeff, Erma Bossi, Karl Hofer, Moissey Kogan y Alexander Sacharoff." 

### 1909, participación en la 1.ª Exposición de la NKVM

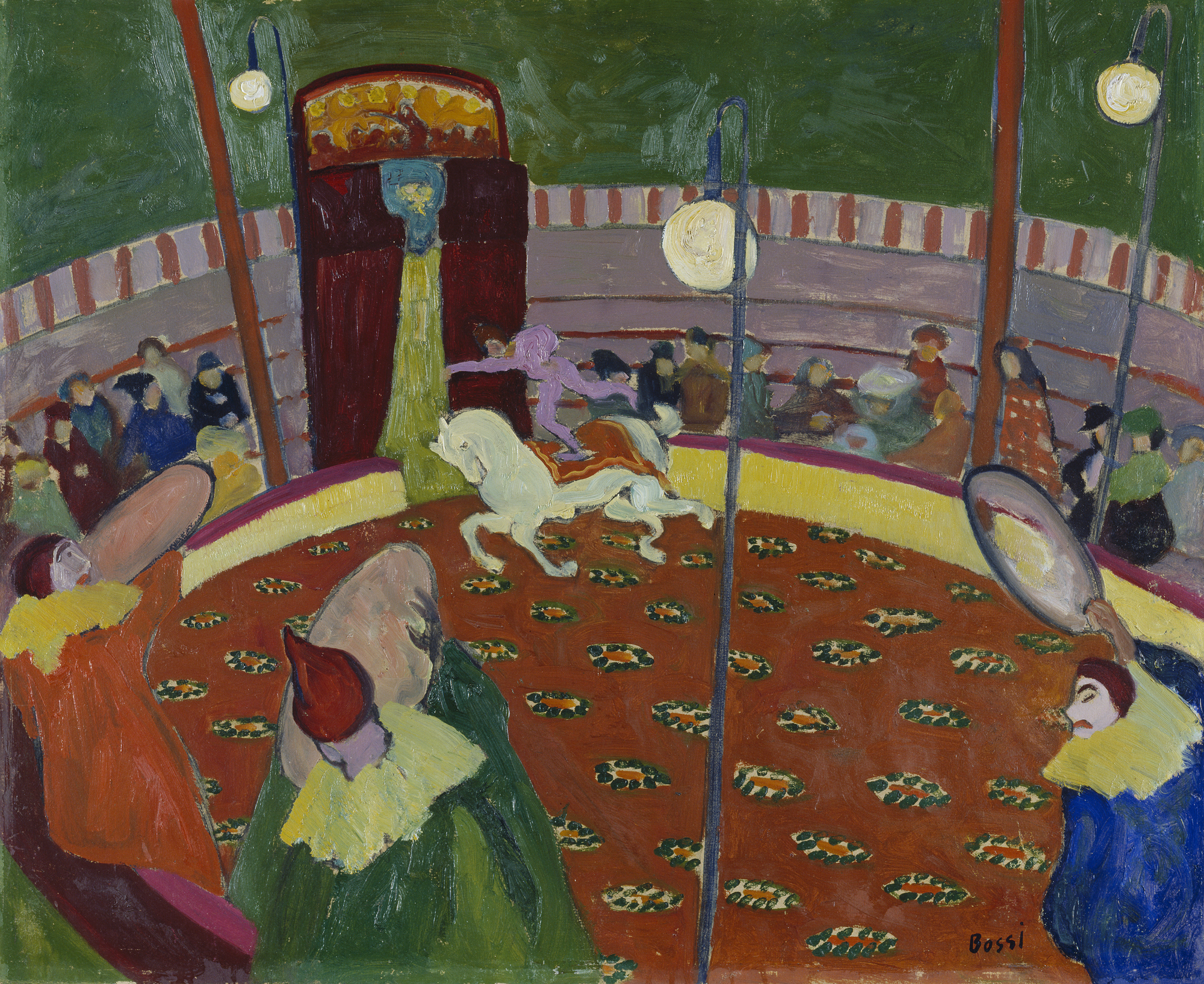
Circo, 1909

Bossi participó en la primera exposición con seis cuadros.  El cuadro “Circo”  expuesto en aquella exposición se ha conservado y actualmente se encuentra en préstamo permanente en la Städtische Galerie de la Lenbachhaus de Múnich. Se trata de un cuadro que informa sobre el desarrollo del panorama artístico de Múnich en aquella época. Se encuentra entre las primeras pinturas expresionistas conocidas y muestra claras influencias de Henri de Toulouse-Lautrec, Georges Seurat y Henri-Gabriel Ibels.  Por otro lado Bossi había desarrollado una afinidad por el arte de Paul Cézanne en particular,  que compartía con su colega pintor de Trieste , Pietro Marussig.
Los cuadros de Bossi también confirman que no fueron los fauves ni el propio Henri Matisse quienes influyeron en el repentino desarrollo de la pintura expresionista y abstracta en Múnich desde 1908. Porque se basan en las fuentes de las que también bebieron los fauves, es decir, las pinturas de Vincent van Gogh, Paul Gauguin y sus sucesores, los Nabis. Pero Edvard Munch, formado en Francia e influenciado por Okumura Masanobu  también jugó un papel decisivo en el desarrollo de la mayoría de los pintores que hicieron carrera en Schwabing. Desde la perspectiva actual, Bossi debe contarse entre ellos. Según el catálogo de la exposición de la NKVM, Bossi vivía en Múnich en 1909. 

### 1910, participación en la 2.ª Exposición de la NKVM

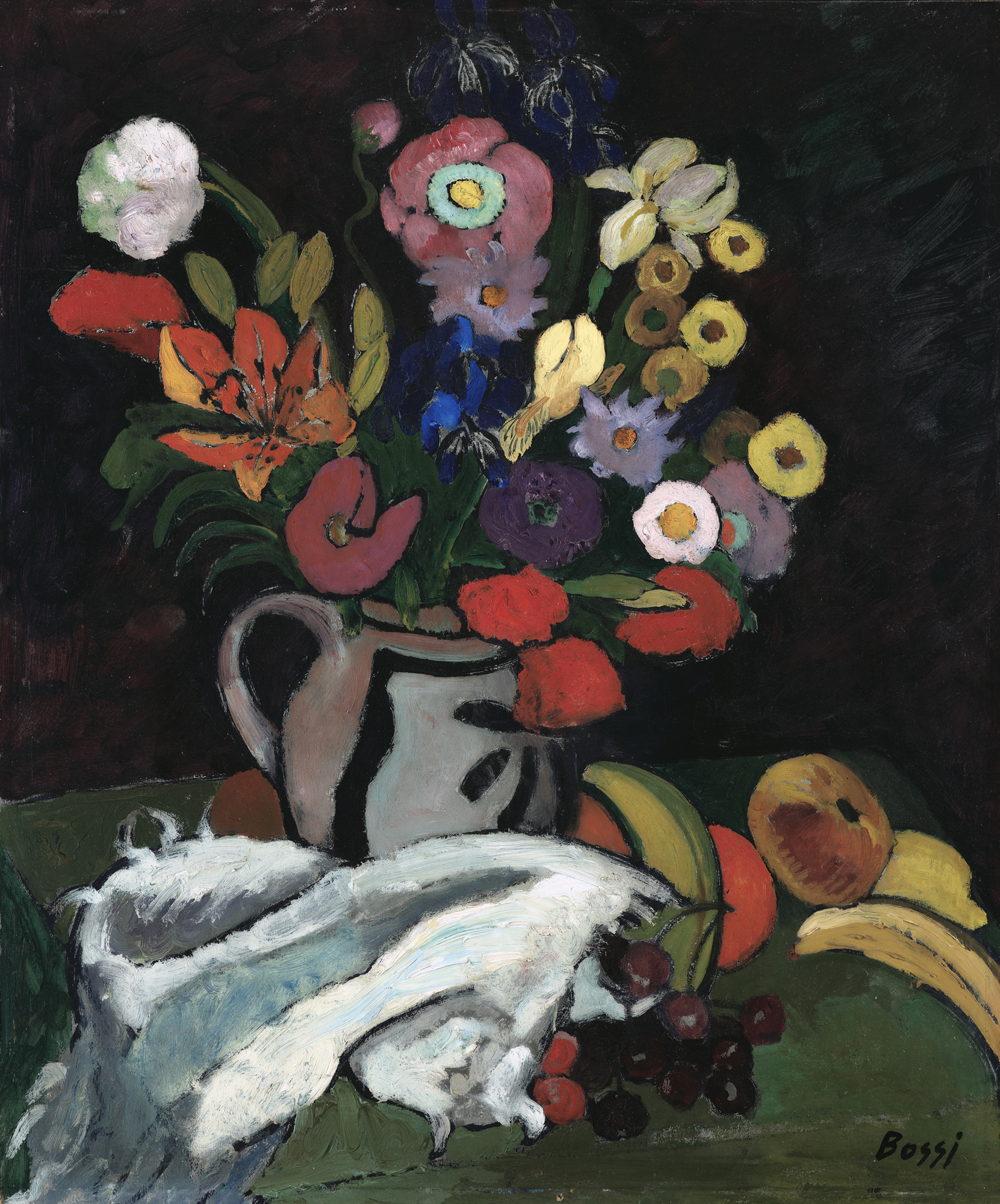
Naturaleza muerta, 1910

Bossi volvió a participar en la segunda exposición de la NKVM en 1910 con seis obras. Se conservan un “naturaleza muerta”  y un cuadro titulado “Noche de luna”.  En este último utilizó la técnica de la pintura tono sobre tono, invención de Louis Anquetin,  con la que enriqueció el cloisonismo. En la época de la NKVM, era muy popular esta forma de mirar el mundo a través de un cristal monocromático y transferir la impresión resultante al lienzo. El estilo pictórico de Anquetin también fue muy popular entre Marianne von Werefkin, Alexej von Jawlensky y especialmente en Gabrielle Münter.

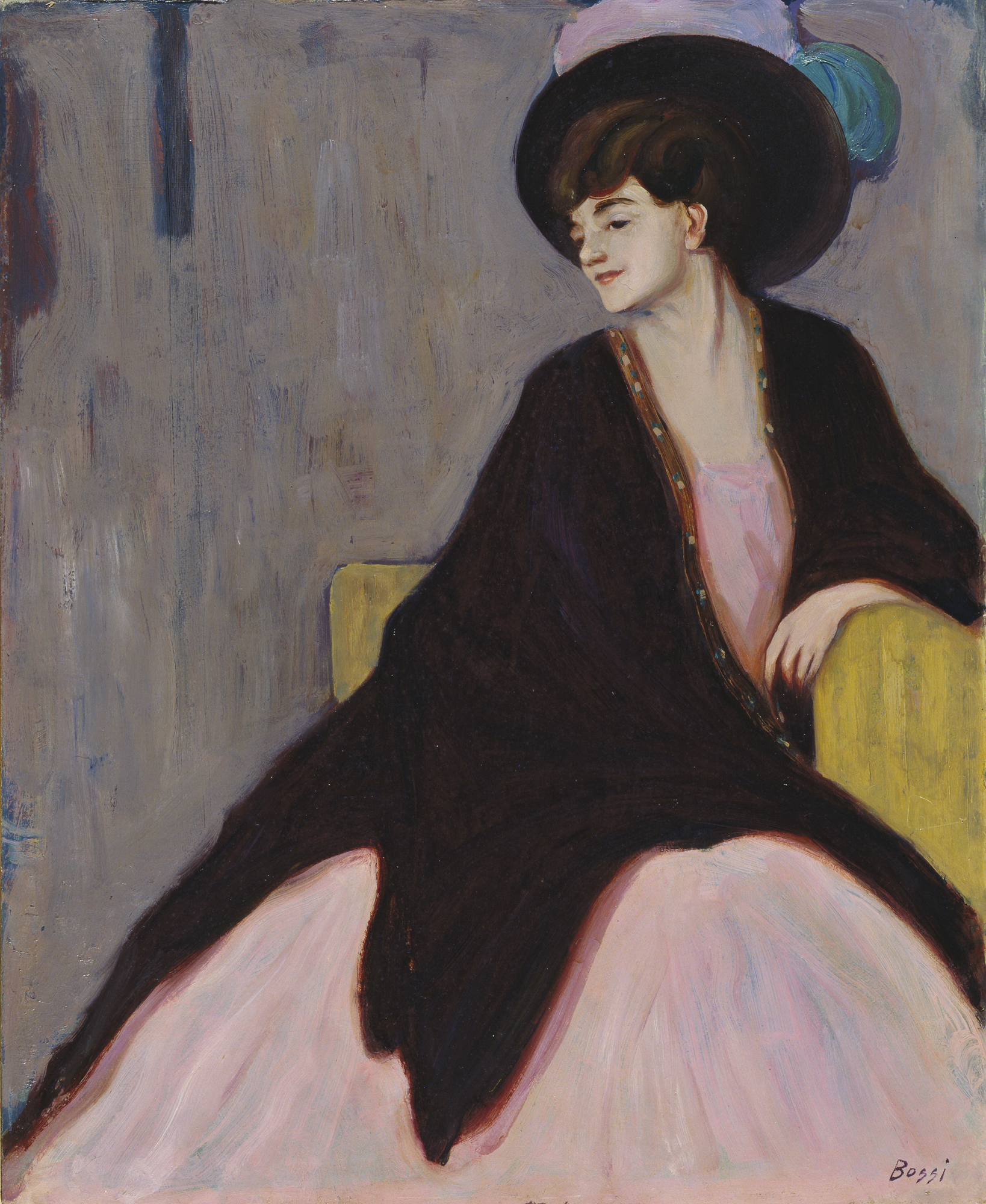
Marianne von Werefkin, hacia 1910

Dos postales dirigidas a Münter y Kandinsky documentan un viaje a Italia en septiembre de 1910 y su presencia en Múnich en diciembre. Además, Münter la representó en tres bocetos a lápiz en una situación que la muestra conversando con Kandinsky en una mesa en la Russenhaus de Murnau am Staffelsee.  Münter convirtió estos bocetos en tres pinturas con fechas diferentes. El cuadro más grande, pintado en 1912, se encuentra en la Städtische Galerie de la Lenbachhaus de Múnich,  el segundo en el Schloßmuseum de Murnau  y el tercero es de propiedad privada. Alrededor de 1910, Bossi pintó un “Retrato de Marianne Werefkin” que equivale a un homenaje a la modelo. Se encuentra en la Städtische Galerie de la Lenbachhaus de Múnich.  Según el catálogo de la exposición de la NKVM, Bossi vivió en Múnich en 1910.  De diciembre de 1910 a enero de 1911 tuvo lugar en Moscú la primera exposición de la sociedad de artistas Jack of Diamonds  dirigida por Mikhail Fyodorovich Larionow. Allí expusieron los artistas más importantes de la vanguardia rusa y francesa. La NKVM estuvo representada por Bechtejeff, Bossi, Erbslöh, Jawlensky, Kandinsky, Alexander Kanoldt, Münter y Werefkin. Bossi mostró en esta exposición sus cuadros “Café Blanche” y “Moulin Rouge”. 

### 1911, participación en la 3.ª Exposición de la NKVM
En 1911 estuvo representada en la tercera exposición de la NKVM con cuatro cuadros, de los que sólo se conoce uno titulado "Bajo las palmeras".  Ya en 1912, se señaló la conexión del cuadro de Bossi con el de Gauguin.  En el catálogo figura con el doble nombre “Barrera-Bossi, Erma, París”,. Según el catálogo de la exposición de la NKVM, ya entonces se había instalado en la capital francesa.  Allí se cree que trabajó en el estudio de Paul Sérusier y que participó en la exposición del Salón de Otoño de 1915. Bossi nunca se casó, pero añadió a su nombre artístico el nombre del tenor italiano Carlo Barrera (1865-1938), “su gran amor”, como muestra de su compromiso con él. 

### Traslado de Francia a Italia
Un documento confirma que Bossi tenía pasaporte italiano desde 1920 y vivía permanentemente en Milán desde 1921. Del periodo 1926 a 1949 se puede documentar que participó en 26 exposiciones colectivas que tuvieron lugar en Bérgamo, Florencia, Milán, Trieste y Venecia. Después de la Segunda Guerra Mundial participó en algunas exposiciones colectivas en Belgrado, Hannover, Milán, Múnich, Nueva York y Trieste. 